# 王海晏
王海晏（1845年—1937年），原名王晏，艺名海燕。豫剧演员，工须生。清代河南省杞县沙窝集人。他在开封剧坛有很高的声望，被敬崇为开封一带的须生泰斗，人称“红脸王”。